# Municipio de Corby
Corby es un distrito no metropolitano con el estatus de municipio, ubicado en el condado de Northamptonshire (Inglaterra). Limita al norte con Leicestershire y Rutland, al este y al sudeste con East Northamptonshire, y al sur y al oeste con Kettering. Fue constituido el 1 de abril de 1974 bajo la Ley de Gobierno Local de 1972.

## Geografía
Según la Oficina Nacional de Estadística británica, Corby tiene una superficie de 80,28 km².

## Demografía
Según el censo de 2001, Corby tenía 53 174 habitantes (48,68% varones, 51,32% mujeres) y una densidad de población de 662,36 hab/km². El 22,61% eran menores de 16 años, el 71,55% tenían entre 16 y 74, y el 5,84% eran mayores de 74. La media de edad era de 37,18 años. 
Según su grupo étnico, el 98,34% de los habitantes eran blancos, el 0,61% mestizos, el 0,64% asiáticos, el 0,26% negros, el 0,1% chinos, y el 0,05% de cualquier otro. La mayor parte (94,74%) eran originarios del Reino Unido. El resto de países europeos englobaban al 3,72% de la población, mientras que el 0,43% había nacido en África, el 0,61% en Asia, el 0,36% en América del Norte, el 0,03% en América del Sur, el 0,09% en Oceanía, y el 0,02% en cualquier otro lugar. El cristianismo era profesado por el 69,39%, el budismo por el 0,08%, el hinduismo por el 0,17%, el judaísmo por el 0,05%, el islam por el 0,19%, el sijismo por el 0,17%, y cualquier otra religión por el 0,18%. El 21,35% no eran religiosos y el 8,41% no marcaron ninguna opción en el censo.
El 44,31% de los habitantes estaban solteros, el 38,58% casados, el 2,71% separados, el 7,91% divorciados y el 6,49% viudos. Había 22 013 hogares con residentes, de los cuales el 28,16% estaban habitados por una sola persona, el 14,28% por padres solteros con o sin hijos dependientes, el 55,39% por parejas (45,67% casadas, 9,73% sin casar) con o sin hijos dependientes, y el 2,16% por múltiples personas. Además, había 665 hogares sin ocupar y 32 eran alojamientos vacacionales o segundas residencias.